# Carolina Bang
Carolina Herrera Bang, nota solo come Carolina Bang (Santa Cruz de Tenerife, 21 settembre 1985), è un'attrice spagnola.

## Biografia
Nel 2011 ha ricevuto la candidatura al Premio Goya per la migliore attrice rivelazione. Dal 2010 inizia una proficua collaborazione con il regista Álex de la Iglesia, apparendo in molti film da lui diretti o prodotti, con il quale si sposa nel 2014.

## Filmografia parziale
- Plutón B.R.B. Nero (2008-2009; TV)
- Ballata dell'odio e dell'amore (Balada triste de trompeta), regia di Álex de la Iglesia (2010)
- La daga de Rasputín, regia di Jesús Bonilla (2011)
- La fortuna della vita (La chispa de la vida), regia di Álex de la Iglesia (2011)
- Le streghe son tornate (Las brujas de Zugarramurdi), regia di Álex de la Iglesia (2013)
- Tierra de Lobos - L'amore e il coraggio (2011-2014; TV)
- Cambio de ruta, regia di Christopher Hool (2014)
- Musarañas, regia di Juanfer Andrés & Esteban Roel (2014)
- Ciega a citas (2014; TV)
- Dos a la carta, regia di Robert Bellsolà (2014)
- Mi gran noche, regia di Álex de la Iglesia (2015)
- El bar, regia di Álex de la Iglesia (2017)
- Pelle (Pieles), regia di Eduardo Casanova (2017)